# Psilotris alepis
Psilotris alepis és una espècie de peix de la família dels gòbids i de l'ordre dels perciformes.
Pot assolir fins a 2,4 cm de longitud total. És un peix marí, de clima tropical i associat als esculls de corall que viu fins als 5 m de fondària. Es troba a l'Atlàntic occidental: les Bahames, Cuba, Saint Croix i Yucatán (Mèxic).
És inofensiu per als humans.